# Break It Off
Singles de Rihanna
We Ride
(2006) Umbrella
(2007)
Singles par Sean Paul
(When You Gonna) Give It Up to Me
(2006) Give It to You
(2007)
Break It Off est un single de l'album A Girl like Me (2006) de Rihanna sortie le 6 septembre 2006 sous le label Def Jam. On retrouve la collaboration du rappeur jamaïcain Sean Paul.

## Classement par pays
| Classement (2006-2007)   | Meilleure position |
| ------------------------ | ------------------ |
| Canada (Hot 100)         | 19                 |
| États-Unis (Hot 100)     | 9                  |
| États-Unis (Pop Airplay) | 6                  |